# Lysglobe
En lysglobe er et stykke kirkeinventar, som er kommet til indenfor de seneste år. En lysglobe er en lysestage, hyppigst i globusform. I midten er der et lys, som symboliserer Kristus som verdens lys. På lysgloben er der en række lysholdere, hvorpå kirkens menighed eller besøgende også udenfor gudstjenesten kan anbringe tændte lys.
Formålet med lysgloben er dobbelt. På den ene side er tanken, at lystændingen kan forbindes med at man beder en bøn – og her er lysgloben udtryk for en tendens i tiden til, at de synlige og symbolske udtryk får mere plads i gudsdyrkelsen, ligesom det også er i god overensstemmelse med en øget brug af kirkerummet til stilhed og individuel bøn.
Derudover forbindes lysgloben ofte med indsamlingsformål, derved at det forventes, at der betales et beløb for lysene.
Brugen af lysglobe i evangeliske kirker har sit udgangspunkt i Kirkernes Verdensråds generalforsamling i Uppsala i 1968. I forbindelse hermed havde kunstneren Olof Hellström udført skulpturen Folkeforsoningens træ. Her var det et stiliseret træ, hvorpå man kunne sætte lys.